# Beyond the Purple Hills
Beyond the Purple Hills è un film del 1950 diretto da John English.
È un film western statunitense con Gene Autry e Jo-Carroll Dennison. È incentrato sulle vicende del cowboy Gene Autry (che interpreta sé stesso) il quale con il suo fedele cavallo Champ deve dimostrare l'innocenza di un amico accusato di omicidio (interpretato da Hugh O'Brian).

## Produzione
Il film, diretto da John English su una sceneggiatura di Norman S. Hall, fu prodotto da Armand Schaefer per la Gene Autry Productions e girato nel Monogram Ranch a Newhall, Alabama Hills e Corriganville, in California.

## Distribuzione
Il film fu distribuito negli Stati Uniti dal 25 luglio 1950 al cinema dalla Columbia Pictures.